# Buldózer (Marvel Comics)
A Buldózer, valódi nevén Cain Marko egy kitalált szereplő a Marvel Comics képregényeiben. A szereplőt Stan Lee és Jack Kirby alkotta meg. Első megjelenése az X-men 12. számában volt, 1965 júliusában.
Cain Marko az X-Men csapatát megalapító Charles Xavier professzornak a mostohatestévre. Emberfeletti erejét Cyttorak rubintkövének köszönheti, melyet felhasználva bűnözői karrierbe kezdett. Később feladta alvilági életét és csatlakozott az X-Menhez, majd később az Angliai szuperhőscsapat, az Excalibur tagja lett.
A Buldózer igen népszerű szupergonosztevő volt az olvasók körében, számos animációs sorozatban és videójátékban megjelent. A 2006-os X-Men: Az ellenállás vége című mozifilmben Vinnie Jones, volt labdarúgó és színész alakította.

## A szereplő története
Az apám rakétamérnök volt szivi. Én egy csalódás voltam a számára, de ettől még nem vagyok idióta. Van világnézetem, véleményem a nők jogairól, és magasabb célokról. Szerintem a kölykök nagyszerűek, mert még nem volt idő elcseszni őket. Szeretem nézni a valóságshowkat, mert látom, hogy vannak nálam hülyébb emberek is… és ami a legfontosabb, Mets és Jets rajongó vagyok.”